# Adan Torres
Adan Torres, född 11 september 1923, var en argentinsk friidrottare. Han deltog vid olympiska sommarspelen 1948.